# Lluís Plandiura i Pou
Lluís Plandiura i Pou (Barcelona, 8 de juliol de 1882 - Barcelona, 20 de juny de 1956) fou un industrial, polític i col·leccionista català. Fou un dels més grans col·leccionistes catalans del segle xx.

## Biografia
Va néixer al número 11 del carrer de Jupí de Barcelona, darrere l'edifici de Correus, fill d'Antoni Plandiura i Balsells, un comerciant de colonials natural de la Garriga, i de Francesca Pou i Illas, natural de Blanes, vídua en primeres núpcies de Vicenç Carreras i Marés, de qui va heretar accions en empreses sucreres andaluses. Lluís va ser el petit i únic noi de cinc germans. El 1882 la família es traslladà a un edifici de nova construcció al carrer de la Ribera 6, on van instal·lar el negoci familiar i l'habitatge. Va quedar orfe de pare amb vuit anys, i el negoci el va gestionar des de llavors Amat Carreras i Pou, el seu mig germà (fill del matrimoni Pou-Carreras).
Va estudiar batxillerat a les Escoles de Doctrina Cristiana del carrer de Montcada, i posteriorment estudià a l'Acadèmia Galí. Llavors va començar a compaginar la gestió de l'empresa familiar, les relacions socials i un interès creixent pel col·leccionisme d'art. Amb 25 anys es casà amb Carme Picó i Serra, filla de l'escriptor Ramon Picó i Campanar, amb qui tindrien tres fills: Francesca, Antoni i Carme. Gelós de la seva intimitat, es coneixen pocs més detalls de la seva vida privada.
Va morir a Barcelona el juny de 1956.

### Trajectòria empresarial
Com a empresari, va invertir en el negoci familiar, va fundar Azucarera Motrileña i va anar absorbint progressivament altres empreses del sector. Quan va morir el seu germà, Plandiura va incorporar el seu nebot Amat Carreras Miquel com a accionista. D'aquesta manera, el 8 d'octubre de 1919 naixia la societat Plandiura i Carreras, dedicada al comerç del sucre, inscrita davant del notari Francesc Espriu i Torras, pare del poeta Salvador Espriu.

### Trajectòria política
Fou elegit diputat pel districte del Vendrell pel Partit Liberal, de la fracció del comte de Romanones, a les eleccions generals espanyoles de 1923, i nomenat Comissari Reial de Belles Arts. Posteriorment fou Vocal d'art de la junta directiva de l'Exposició Internacional de Barcelona de 1929, on fomentà que la decoració del Palau Nacional fos encarregada als millors artistes de l'època i es guanyà un gran prestigi.
Degut al seu prestigi i a la seva amistat amb Eduard Toda i Güell, va tenir molta influència en el govern franquista d'Espanya després de la guerra civil espanyola.

### Col·leccionista
El 1900 començà a aplegar cartells i els exposà al Cercle Artístic de Sant Lluc. El novembre de 1901 en va fer una primera exposició al mateix Cercle Artístic. Per a la segona exposició, de 1903, ja va comptar amb un cartell fet pel prestigiós cartellista Johan Hassall. Els fons d'aquesta mostra va ser adquirit per l'Ajuntament de Barcelona el mateix 1903 i ara és la base fonamental de la col·lecció de cartells del Museu Nacional d'Art de Catalunya. Aquesta venda va permetre a Plandiura iniciar una nova col·lecció més ambiciosa.
Progressivament, s'afeccionà a col·leccionar a la seva casa del carrer de la Ribera de Barcelona obres de pintors modernistes catalans, com Santiago Rusiñol i Ramon Casas, a les que hi afegí peces d'autors postmodernistes com Marià Pidelaserra, Isidre Nonell, Ricard Canals, Xavier Nogués, Joaquim Mir o Pablo Ruiz Picasso. Continuà la seva col·lecció amb peces romàniques i gòtiques, fet que progressivament l'enfrontà amb el cap de la Junta de Museus de Barcelona, Joaquim Folch i Torres. Va ésser Plandiura qui va atalaiar el valor de les pintures murals romàniques del Pirineu i qui va començar a actuar-hi pel seu compte i en interès propi. La divulgació internacional del romànic català, quan el 1910 Josep Pijoan va publicar el tercer fascicle de Les pintures murals catalanes, publicació de l'Institut d'Estudis Catalans, va atraure l'avidesa de col·leccionistes internacionals.
El 1915 va organitzar una exposició de la seva col·lecció a les Galeries d'Art Modern i Antiguitats del Faianç Català. Degut al gran nombre de peces a exposar, es va exhibir per parts, en tres períodes entre el 15 d'octubre i el 14 de novembre. Francesc Pujols va escriure el catàleg de l'exposició.
L'any 1917 va iniciar una extraordinària col·lecció d'art medieval amb l'intercanvi de dues taules flamenques per dos frontals d'altar de la Vall de Boí. Va arribar a comptar amb un total de catorze frontals d'altar anteriors al segle xiv, entre els quals destacava el de Santa Maria de Taüll. També posseïa al seu domicili una important col·lecció de pintura mural romànica traslladada des d'algunes esglésies pirinenques, com les d'Argolell, a l'Alt Urgell. Plandiura fou protagonista de primer ordre en l'espoli i venda legal, però, de les pintures de Mur: l'any 1919, les pintures murals de Santa Maria de Mur (Pallars Jussà), van ser adquirides al capellà del poble, amb el permís tàcit del bisbat d'Urgell, a preu de saldo, per Lluís Plandiura, i amb l'ajut de l'antiquari Ignacio Pollak, les va fer arrencar per tècnics italians, i van acabar venudes al Museum of Fine Arts de Boston, als Estats Units, sense el coneixement de les llavors migrades institucions catalanes. La Junta de Museus de Catalunya, llavors en mans de la Mancomunitat, va iniciar una lluita legal per tal de recuperar aquesta i d'altres col·leccions, sense cap suport estatal, i va haver d'acabar negociant amb els mateixos traficants, però no es va poder evitar la marxa de les pintures.
La seva col·lecció era tan destacada que va haver de reformar la finca del carrer de la Ribera, per convertir-la en una casa museu, per la qual van passar personalitats com Alfons XIII, Le Corbusier o Josep Maria Sert, entre molts d'altres. En la remodelació casa-museu hi van participar Xavier Nogués, Francesc d'A. Galí, Jaume Llongueras i Teresa Lostau i Espinet. Les tasques es van allargar prop de vuit anys.
El 1932 patí una forta crisi econòmica del sucre que l'obligà a vendre les seves col·leccions, 1.869 obres i unes 80.000 peces, a la Junta de Museus de Barcelona, per 7.000.000 de pessetes. Actualment, aquesta col·lecció es conserva al MNAC. El 15 de novembre de 1932 va ser nomenat Acadèmic numerari de la Reial Acadèmia de Belles Arts de Barcelona.
Al llarg de la seva vida, Plandiura aplegà dues col·leccions més, una d'obres petites de grans artistes que va cedir a la Biblioteca Museu Víctor Balaguer de Vilanova i la Geltrú el 1956, conegut amb el sobrenom de Llegat 56 o Col·lecció de Victoria González, i l'altra a la seva casa de la Garriga, que es va dispersar el 1963.

## Fons personal
La documentació personal de Lluís Plandiura, conservada a l'Arxiu Històric de la Ciutat de Barcelona (AHCB) des dels anys cinquanta del segle xx, constitueix un recull important i molt variat que inclou cartes, impresos, fulletons, reculls de premsa, factures, rebuts, memòries, pressupostos, plànols, cartells, fotografies, ex-libris... de diversos temes. La seva documentació personal és, però, més de caràcter públic i social que no pas estrictament personal. En total el fons el constitueix un nombre superior als 3.800 documents. La part referent a l'Exposició Internacional de Barcelona del 1929, amb temes d'organització, convocatòries de juntes i comitès, memòries, pressupostos, plànols, fotografies, impresos... és la més voluminosa.
Aquest fons conté, així mateix, documents sobre les actuacions de Plandiura com a Delegat Provincial Regi de Belles Arts; el text original d'Eugeni d'Ors per a l'obra Cincuenta años de pintura catalana; documentació de la xerrada que Josep Pijoan feu al domicili particular de Lluís Plandiura el 15 de novembre del 1928, i un ampli i interessant nombre de fotografies d'obres de Ricard Canals enviades per Durand Ruel, des de París i Nova York, per a l'organització de l'exposició pòstuma d'aquest pintor, celebrada a la Sala Parés de Barcelona l'any 1933. Els darrers volums de documents personals de Plandiura conserven un ampli recull de premsa ordenat per temes dels quals en destaca la seva col·lecció d'art i posterior venda.